# Eulabée
Dans la mythologie grecque, Eulabée, Eulabie ou Eulabéia (en grec ancien Εὐλάβεια / Eulabeia) était la déesse et la personnification de la discrétion, de la prudence et de la circonspection. 

## Euripide
Eulabée est mentionnée dans Les Phéniciennes d’Euripide, quand Étéocles suggère que les prières devraient être adressées à Eulabéia , "la plus utile des divinités", si Thèbes veut espérer être sauvée.

## Concept
L'Eulabeia exprime une attitude d’équilibre face à la vie et au divin, se basant sur l'idée de se préserver de l’excessif et du trop peu. Dans le domaine religieux, ce concept est également contré par la témérité et l’incrédulité d’une part, et par la foi excessive et le luxe du culte d’autre part, ce dernier étant considéré comme un phénomène archaïque associé par les Grecs de l’époque postclassique aux sociétés barbares. Ce sens de la modération était poursuivi par les Grecs de toutes conditions (aussi bien humbles que ceux qui possédaient une formation philosophique), et se trouve également, selon Plutarque, à la base de la religion romaine.

### Pages connexes
- Liste des divinités de la mythologie grecque

## Sources
- Realencyclopädie der Classischen Altertumswissenschaft, Band VI, Halbband 11, Ephoros-Eutychos (1907), s. 1061, u. Eulabeia (en allemand)